# Monomando

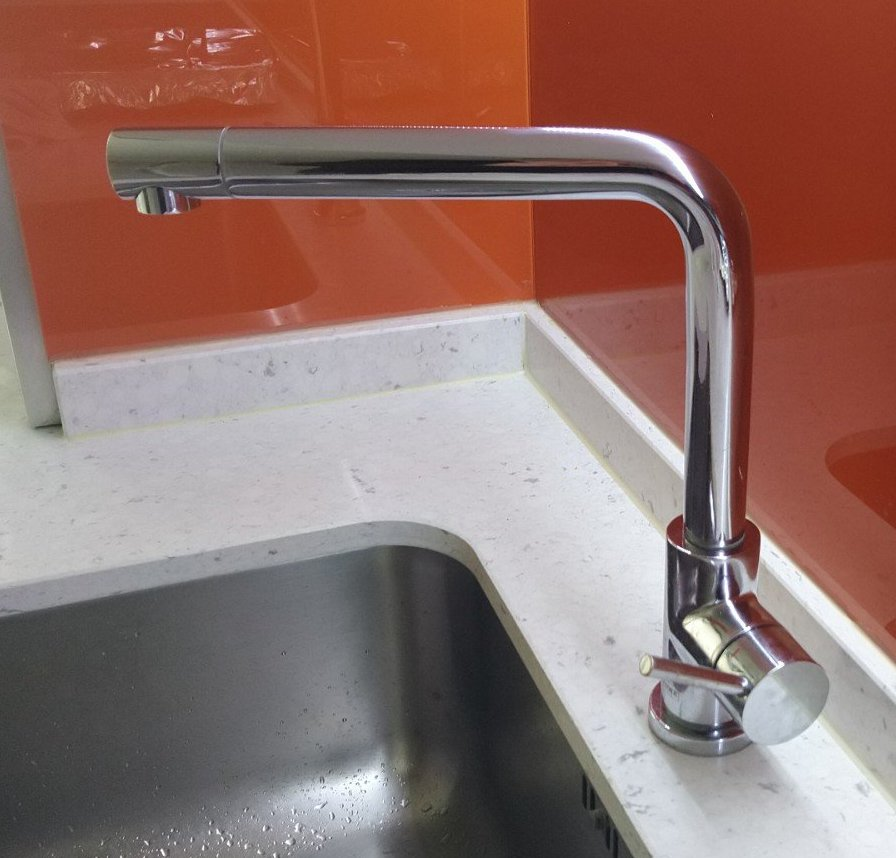
Grifo monomando de cocina

Un monomando o monocomando es un tipo de llave de paso para el agua corriente con un mando único que efectúa tanto la regulación de caudal como la mezcla de agua fría y caliente.
Actualmente coexisten dos sistemas principales de monomando para lograr la regulación del caudal y de la mezcla: bien mediante discos de cerámica o bien mediante una esfera metálica. En ambos sistemas un accionamiento sencillo reproduce el movimiento de la manija del grifo, graduando la posición de los orificios de salida respecto a los de alimentación de agua (fría y caliente), que se mezcla en el interior del mecanismo  antes de salir hacia la boca del grifo.

## Historia

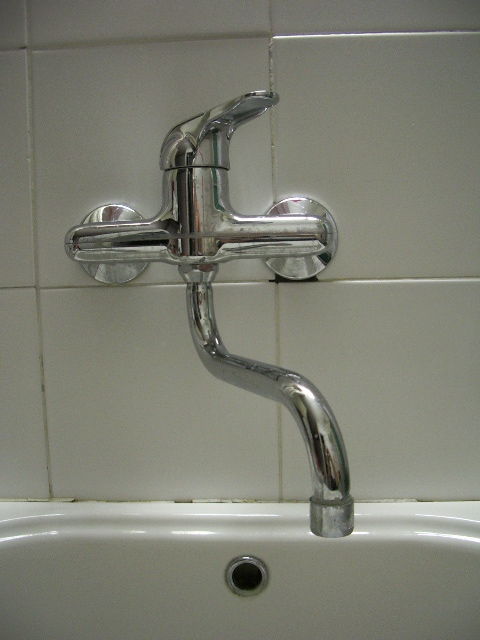
Llave de paso del tipo monomando

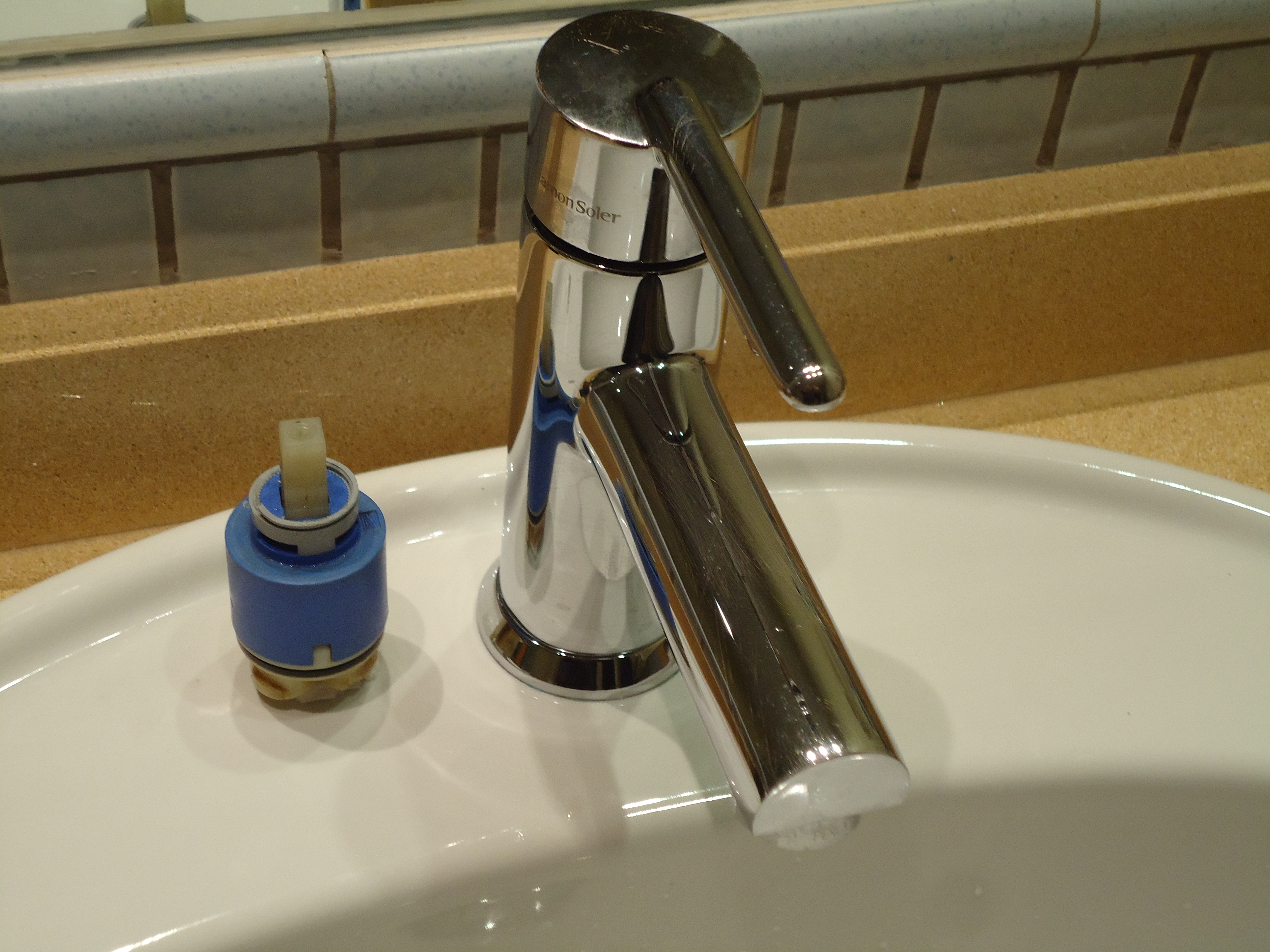
Grifo monomando y cartucho con las piezas cerámicas en su interior

La idea del grifo monomando data de 1937, cuando al estadounidense Alfred M. Moen le sobresaltó un brusco chorro de agua caliente al irse a lavar las manos en su casa de Seattle. Este problema asociado a los grifos de dos accionamientos independientes (agua fría y agua caliente) le hizo pensar en algún sistema que permitiese regular ambos caudales simultáneamente con un solo mando (concepto del que deriva la denominación inglesa original "single-handle mixing faucet", traducida al español como "grifo monomando"). En los primeros diseños, una llave controlaba el caudal, y un mando giratorio regulaba la temperatura. No es hasta 1947 cuando bajo el impulso de Moen el monomando adquiere el aspecto con el que se conoce en la actualidad, con la característica maneta cuya inclinación controla el caudal y cuyo giro regula la temperatura del agua.
El siguiente avance significativo fue el diseño de "cartuchos" estándar, que permiten reparar el grifo rápidamente en caso de fallo del mecanismo interno. Este diseño también fue ideado por la empresa de Moen.
El sistema de discos cerámicos planos que se ha impuesto y generalizado posteriormente en los monomandos por su sencillez y robustez (desplazando casi por completo a los sistemas de válvulas esféricas o troncocónicas, más complejos), fue patentado en 1972 por la empresa estadounidense Wolverine Brass.
Como se ha señalado, la principal ventaja que ha propiciado la generalización del uso de este tipo de grifos de discos cerámicos es que al carecer de piezas metálicas en su interior, son prácticamente inmunes a la corrosión. Además, su mecanismo no requiere el uso de juntas de goma móviles. De esta forma, se evita el goteo que inevitablemente se produce a largo plazo (por la deformación de las juntas de goma sometidas a ciclos de compresión y descompresión) en las griferías que utilizan la mayoría de los otros sistemas.  
Con posterioridad, se han ido introducido mejoras (especialmente en los procesos de fabricación de los elementos cerámicos y en los materiales utilizados), pero el diseño básico es el ideado en 1972.
Con el transcurso de los años, la implantación de este tipo de grifos se ha ido extendiendo a nivel internacional. En España, los primeros modelos comercializados datan de finales de la década de 1970.
En la actualidad se pueden encontrar los dos sistemas de cierre para los grifos monomando, y los mecanismos de discos cerámicos no han desplazado completamente a los sistemas de esfera metálica (más antiguos, pero cuyo diseño se ha mejorado sensiblemente, especialmente en los materiales utilizados, siendo su principal baza comercial un precio relativamente menor) que utilizan algunas marcas de grifería, a pesar de las considerables ventajas de durabilidad, fiabilidad y bajo mantenimiento que presenta el sistema de discos cerámicos.

## Monomando de discos cerámicos

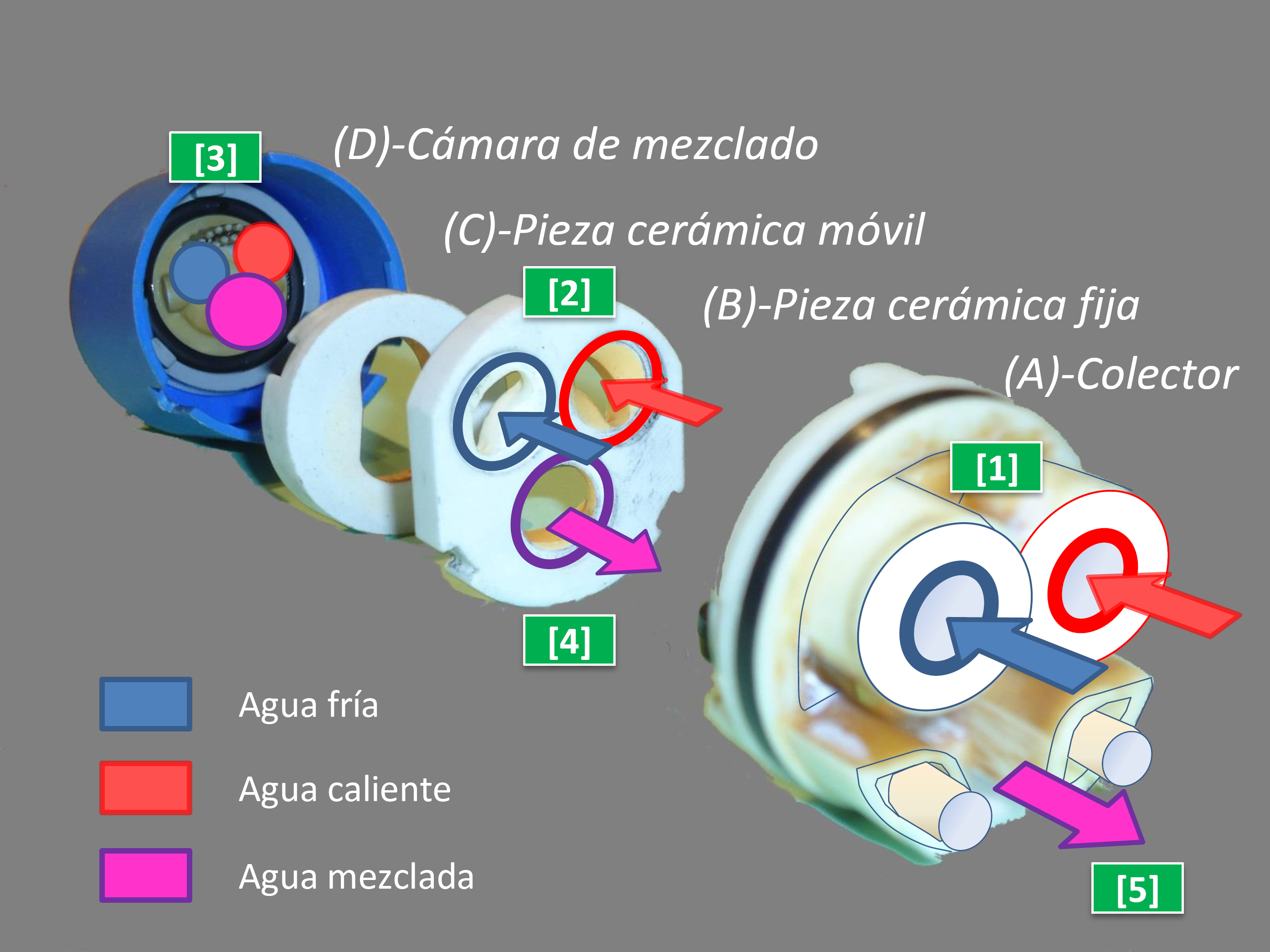
Despiece de los componentes mecánicos del cartucho de un monomando cerámico

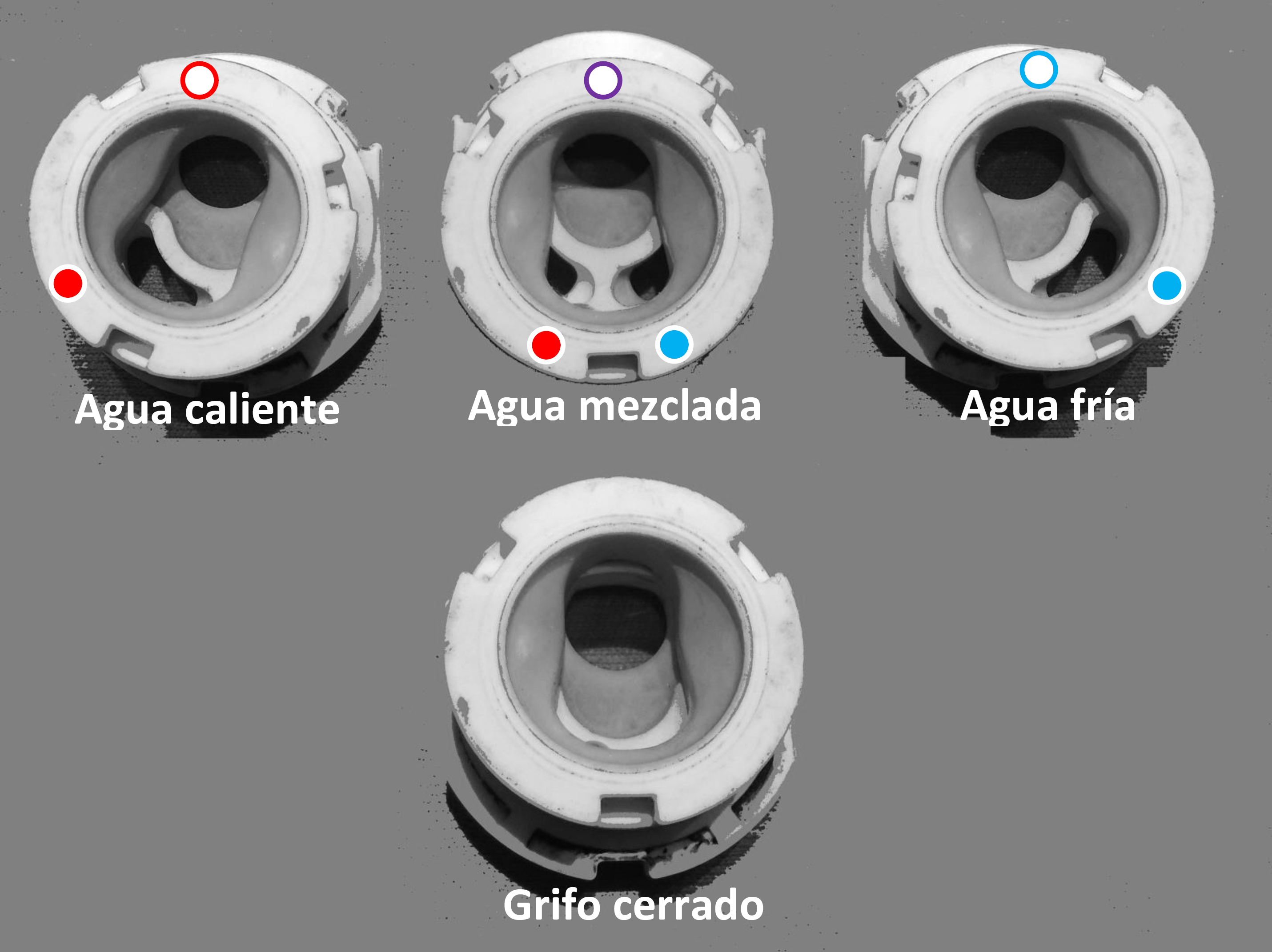
Piezas cerámicas del monomando. Distintas posiciones relativas que controlan el flujo del agua

### Despiece
El cartucho de un grifo monomando de discos cerámicos normalmente está compuesto por cuatro piezas principales, con dos carcasas de plástico (que se ensamblan entre sí mediante un juego de pestañas), y dos discos cerámicos (uno fijo y otro móvil), alojados en el interior de las carcasas de plástico:
A) Carcasa colectora: es una pieza de plástico que conduce el agua fría y el agua caliente (procedentes de la red de abastecimiento doméstica) hacia el sistema de apertura y cierre, así como el agua una vez mezclada hacia la boca del grifo. Está dotada de dos juntas tóricas de goma, que evitan el mezclado del agua que entra al grifo con la que sale del mismo.
B) Pieza cerámica fija: presenta tres orificios: uno para el paso del agua fría, otro para el paso del agua caliente, y un tercero para el retorno del agua mezclada. Esta pieza encastra perfectamente en la carcasa inferior, dando continuidad al paso del agua mediante tres juntas de goma cilíndricas.
C) Pieza cerámica móvil: presenta un solo orificio con "forma de pera", con el perfil de una envolvente parcial de los orificios de la otra pieza cerámica. A su vez, va encastrada en la parte móvil de la carcasa que forma parte la cámara de mezclado.
D) Cámara de mezclado: en esta carcasa se produce la mezcla del agua fría con el agua caliente. Incluye una carcasa exterior fija (la que encaja con la carcasa ya descrita) y una parte interior desplazable, que sirve para deslizar la pieza cerámica móvil (a la que va unida mediante una junta tórica perimetral de goma). Las dos piezas de plástico están unidas por un vástago articulado, capaz de hacer girar y bascular simultáneamente a la pieza cerámica móvil y a la carcasa en la que se encastra.
El flujo del agua a través del cartucho es el representado en la ilustración adjunta por la secuencia de rótulos numerados del [1] al [5]. El despiece corresponde a un cartucho del tipo "mojado": dispone de dos juntas tóricas en la base del cartucho, y de una tercera junta tórica rodeando su perímetro. 

### Sistema de discos cerámicos
El principio de funcionamiento es tan sencillo como ingenioso: cuando se hace bascular el mando del grifo desde la posición de cerrado, la placa cerámica móvil se desliza de forma que su orificio coincide gradualmente con alguno de los dos orificios de la placa fija. De esta forma, aumenta gradualmente el caudal a medida que se va levantando la maneta. A su vez, cuando se hace girar la maneta, el orificio de la pieza móvil se orienta progresivamente con la posición de los dos orificios de la pieza fija (agua fría o agua caliente), permitiendo regular la proporción entre ambas. Una vez mezclada, el agua sale hacia la boca del grifo por el tercer orificio.
La principal ventaja de este sistema es que todas las juntas de estanqueidad son fijas, por lo que no sufren desgastes ni deformaciones más allá del comportamiento plástico a largo plazo del material elástico con el que estén confeccionadas. La parte clave del sistema son las dos piezas cerámicas que permiten cizallar por completo el flujo del agua. Se trata de dos discos cerámicos de gran dureza, que presentan superficies perfectamente planas que deslizan entre sí. Esta circunstancia minimiza su desgaste, y asegura una absoluta estanqueidad, debido a que son la propia presión del agua y la adherencia mecánica entre las dos piezas cerámicas, las que garantizan el corte del paso de agua con la máxima eficiencia.

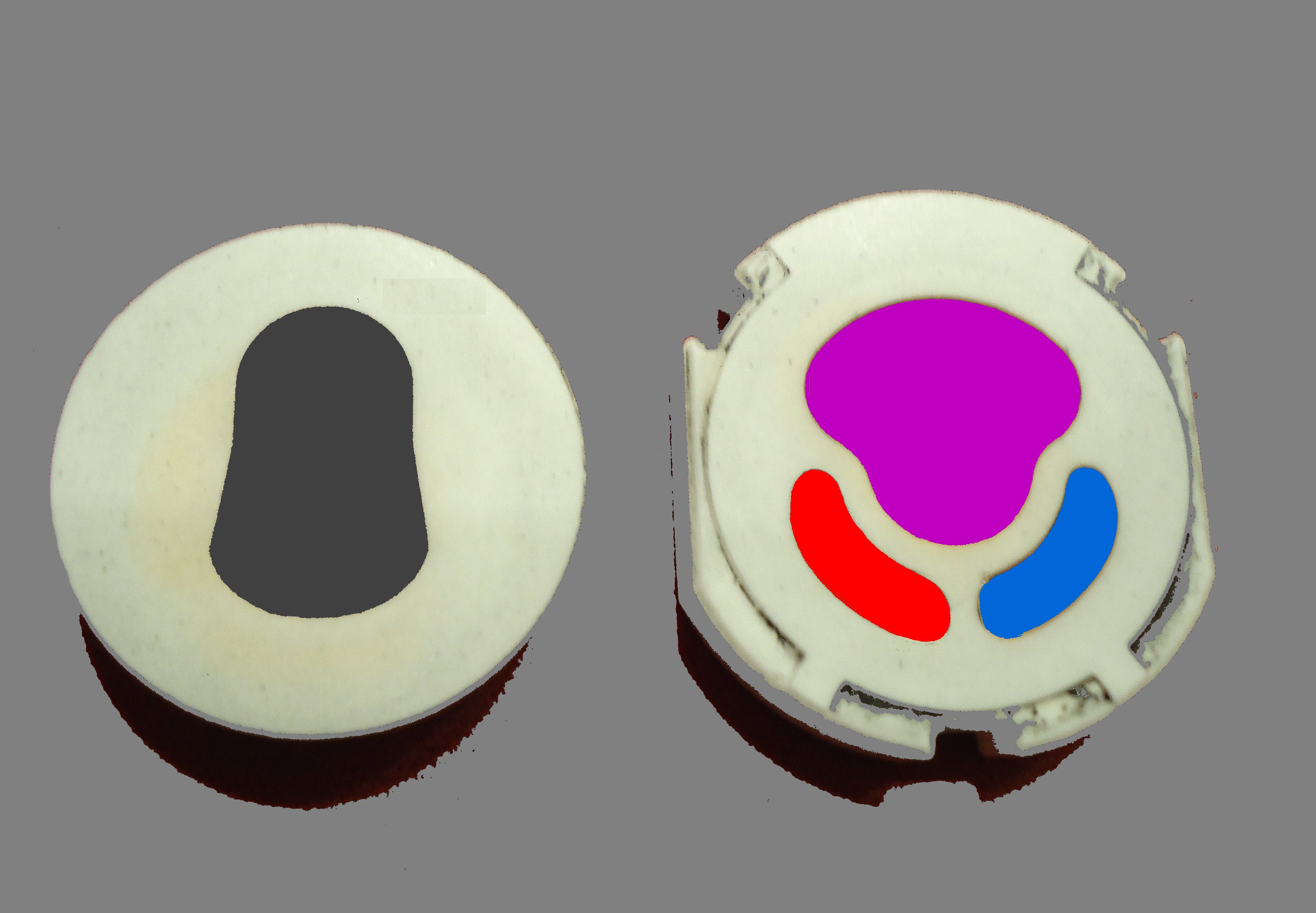
Configuración de los orificios en las dos caras en contacto de las placas cerámicas (Placa móvil a la izquierda de la imagen)

El efecto de atracción mecánica entre las dos placas cerámicas es muy notable, debido a las especiales propiedades físicas que les confiere el silicato de aluminio prácticamente puro con el que están fabricadas. A medida que se presiona y frota una contra la otra, aparece una fuerza de adherencia que las mantiene firmemente unidas, debida al efecto de la tensión superficial del lubricante depositado en los microporos de las dos caras en contacto. Sin embargo, debido a la perfecta mecanización de sus caras de contacto planas y al reducido coeficiente de rozamiento entre ambas gracias al lubricante, es posible deslizarlas lateralmente sin ninguna dificultad. Asegurada la máxima unión entre las dos piezas cerámicas por este efecto, se imposibilita el paso del agua a través de la superficie de contacto situada entre los dos discos cerámicos.
Atendiendo al diseño de las entradas y salidas de agua al cartucho, existen dos tipos principales:
- Cartuchos secos: presentan en su parte inferior tres juntas tóricas, (agua fría, agua caliente y salida hacia la boca del grifo). Toda la circulación del agua se verifica por el interior del cartucho. Requieren que los tres puntos de entrada y salida del agua accedan al cartucho por cámaras independientes, lo que puede complicar el diseño del cuerpo metálico del grifo en el que se aloja el cartucho.
- Cartuchos mojados:  en su parte inferior solo son visibles dos juntas tóricas (agua fría y agua caliente). La tercera junta tórica rodea el cartucho por el contorno exterior del cilindro, por lo que su mitad inferior queda en contacto con el agua. Esta disposición permite simplificar la fabricación del cuerpo metálico del grifo, ya que los tres puntos de acometida del agua (dos de entrada y uno de salida) se pueden alojar en una única cámara.

## Monomando de válvula esférica

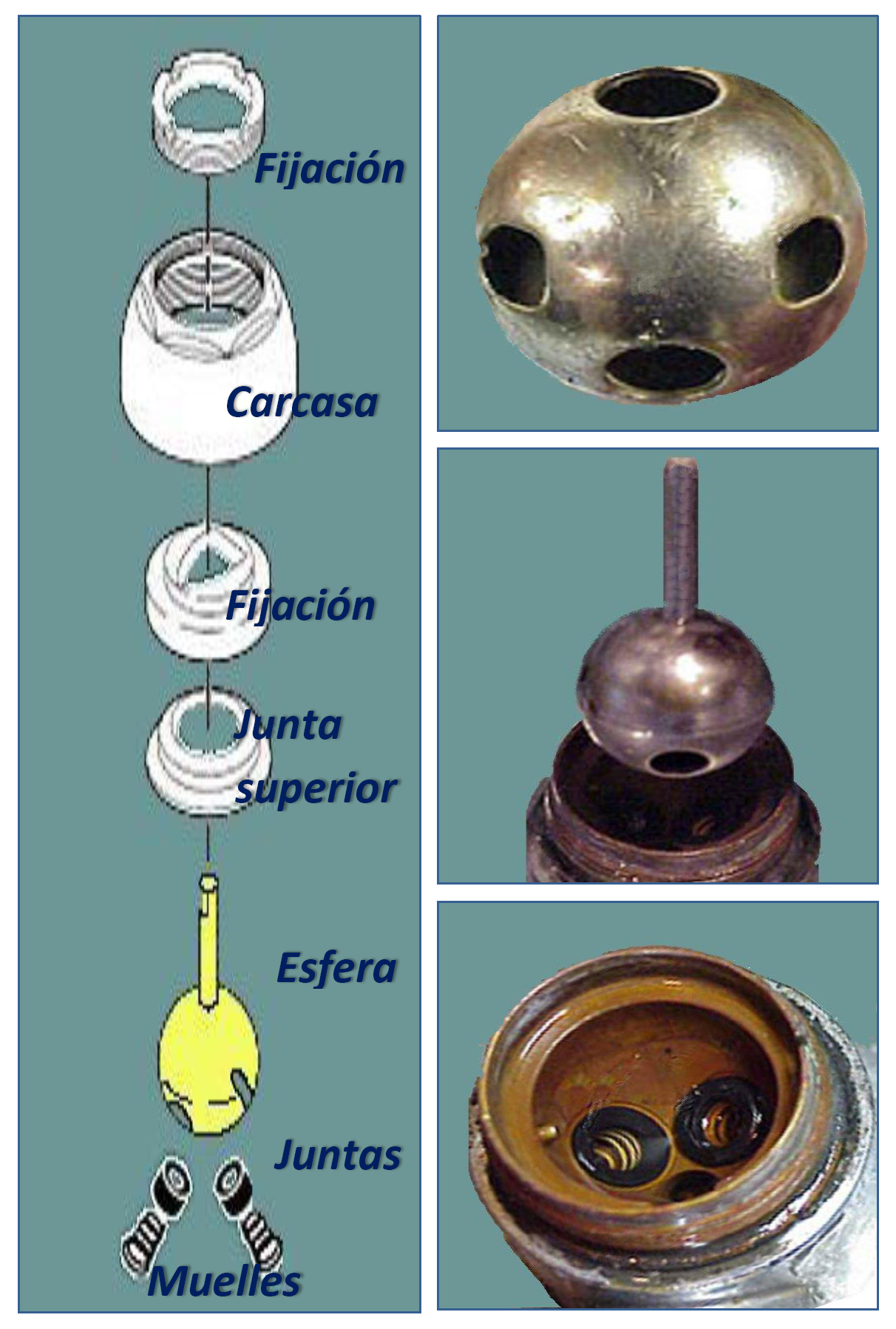
Grifo monomando con válvula de regulación esférica (mecanismo)

### Despiece
El mecanismo de un grifo monomando de válvula esférica está compuesto por:
A) Dos juntas tóricas de neopreno: cada una con su correspondiente muelle espiral, que las presiona contra la esfera metálica. La función de estas dos juntas es confinar el paso del agua fría y del agua caliente contra la superficie de la esfera, evitando que fluya por su exterior. Se alojan en los correspondientes orificios de alimentación del agua fría y del agua caliente practicados en el vaso metálico del grifo.
B) Esfera reguladora: es una pieza metálica de alguna aleación metálica resistente a la oxidación y la corrosión (bronce en los primeros modelos y el acero inoxidable en la mayoría de los modelos modernos), con un sistema de orificios circulares (normalmente dos de alimentación y otros dos de salida, con ranuras de guiado adicionales en algunos modelos), en la que se inserta el vástago metálico que permite ajustar su posición girándola. Cuando el grifo está abierto, el agua fluye por los orificios de alimentación, se mezcla en el interior de la esfera, y sale hacia la boca del grifo.
C) Junta superior: encaja en la cara superior de la esfera, confinándola por completo contra el vaso del grifo. Presenta un orificio para permitir el movimiento del vástago en el que se inserta la maneta de accionamiento del grifo.
D) Fijaciones: sirven para colocar correctamente el mecanismo de válvula esférica en el vaso del grifo. La fijación que sujeta la junta superior, al igual que esta, presenta un orificio diseñado para limitar el movimiento del vástago. Normalmente son de plástico y llevan pestañas o acanaladuras para fijar su posición en el caso de la fijación de la junta, o van roscadas para asegurar la posición del mecanismo contra el vaso del grifo.
E) Carcasa: pieza normalmente metálica o de plástico metalizado que sirve a la vez para confinar el mecanismo y como embellecedor.
El sistema de cartuchos reemplazables también se ha hecho extensivo a los monomandos con válvula de esfera (o "ball valve", como se denominan en inglés).

### Sistema de válvula esférica
Su principio de funcionamiento es similar al de discos cerámicos: el caudal y la temperatura se regulan haciendo girar la esfera mediante la maneta, orientando gradualmente los orificios de salida frente a los orificios de alimentación de agua. El giro de la maneta del grifo (a izquierda o a derecha) sirve para regular la temperatura; y el caudal se regula inclinando la maneta: cuanto más levantada, mayor es el volumen de agua que fluye por la boca del grifo. En la práctica, lo que se hace al accionar el grifo es desplazar la posición de la esfera metálica, situando más o menos los orificios de alimentación frente a los orificios de acometida del agua fría y del agua caliente. La estanqueidad del sistema se garantiza mediante juntas de goma que se presionan contra la superficie de la esfera metálica, impidiendo que el agua fluya por el exterior de la misma. El principal problema de este sistema es que debido al rozamiento de la esfera metálica contra las juntas de goma, estas se acaban desgastando y deformando a medio plazo, lo que se traduce en la aparición de fugas de agua a través del grifo. Para minimizar el rozamiento con la esfera, las juntas se lubrican con una silicona especial, lo que aumenta las necesidades de mantenimiento. Además, las piezas metálicas del mecanismo (tanto la esfera como los muelles), pueden sufrir problemas de corrosión en el caso de aguas agresivas.